# 布列塔尼俱乐部

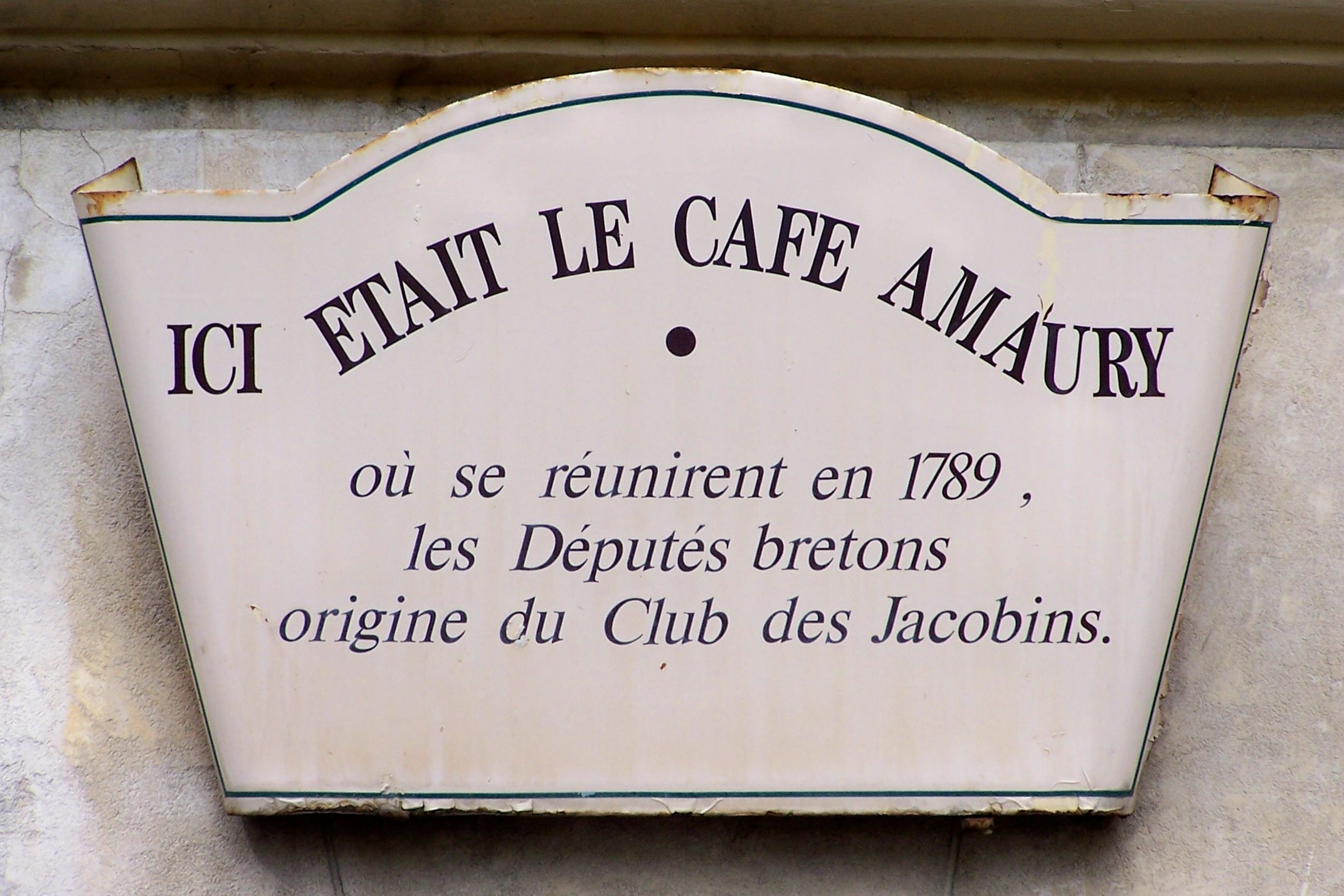
凡尔赛的阿莫里咖啡馆旧址处的铭牌，大意为：此处曾是阿莫里咖啡馆。1789年的布列塔尼代表曾聚会于此。雅各宾俱乐部的起源。

布列塔尼俱乐部（Club Breton）是一个由参加1789年法国三级会议的布列塔尼代表组成的俱乐部。
俱乐部的成员通常会在凡尔赛圣克卢大道和卡诺街街角处的阿莫里咖啡馆聚会，并“提前讨论一些将会在三级会议上处理的事务。这个俱乐部的影响力要比它的人数规模和议题范围（仅谈论和布列塔尼相关的议题）大得多。凡尔赛妇女大游行后，俱乐部迁址至巴黎，并改名为宪法之友俱乐部（Société des amis de la constitution）。由于聚会的地点在雅各宾修道院，俱乐部又在1792年改名为雅各宾俱乐部。

## 俱乐部的起源
1789年，在离国民制宪议会不远处的阿莫里咖啡馆中，布列塔尼的代表常常会聚在一起研究并决定一些议题。这一行为为他们赢得了“三级会议的近卫军”（Grenadiers des États généraux）的称号。到了会上，他们便将俱乐部的初步商议结果提交给议会。事实上，此举延续了他们的一个传统，即在布列塔尼三级会议开幕的十天前，各位代表和他们的候补代表“需要抵达议会会址，并与其他地区的代表进行协商，以便起草必要且可用的备忘录来保卫第三阶级的真实利益。”来自于布列塔尼各教区和行会的150名代表也有权参加这些初步协商。在协商中，各位代表会进行辩论并以投票的形式表决各项草案。

### 布列塔尼代表选举
由于阶级间关于代表数目的协定的缺乏，1789年布列塔尼的代表选举的结果与法国其他地区不同。所以只有第三阶级的成员和一些低级神职人员当选为三级会议的代表。
事实上，在三级会议召集时，布列塔尼的贵族便派人前往凡尔赛宫请愿，以便得到用布列塔尼的旧选举法来选出当地第三阶级的代表的许可。旧选举法规定布列塔尼的第三阶级代表将由省内42座市镇中的47名代表任命，但这42座市镇中并不包括农村和小城镇，而这47名代表中也没有低级神职人员。
然而，布列塔尼的第三阶级也向凡尔赛宫派出了自己的代表团，要求以司法辖区为单位进行投票。他们得到了每个司法辖区44名代表的许可，以及一份有关低级神职人员代表的协议。
但由于贵族们和高级神职人员认为以司法辖区为单位进行投票违反了布列塔尼的法律，所以他们拒绝在圣布里厄举办的选举会（1789年4月16日）上投票。 因此，低级神职人员便获得了教士阶级的所有席位，而第三阶级则确保了第三阶级的所有代表都是第三阶级的成员。

### 布列塔尼代表的行动
布列塔尼有着每两年就召开一次三级会议的传统，而全国三级会议上的许多布列塔尼代表也曾在1788年12月到1789年1月召开的布列塔尼三级会议上担任过代表。再加上前者的议题和后者的议题基本相似，所以布列塔尼三级会议事实上就是布列塔尼代表们的一次“彩排”。一些在省内就已经习惯与贵族和特权作斗争的议员，比如伊萨克·勒内·居伊·勒沙普利耶、雅克-马丽·格莱岑、让-德尼·朗瑞奈和弗朗索瓦-皮埃尔·布兰，一到凡尔赛就开始朝着相同的方向积极工作。
这就解释了为什么布列塔尼的陈情书是各省陈情书中最为精心周到的。它包括了以下政治改革的请愿：
权力分立；
以人数多少而非社会阶级来进行表决；
赋予议会制定法律和税率的权力；
在法律和税收前人人平等；
废除封建制、社会阶级制、法院的有限管辖权和地区总督（intendants）；
创立宪法；
限制王权；
无偿性司法（la gratuité de la justice）；
创办乡村学校；
对教士征税；
新闻自由……
坎佩尔、圣布里厄、雷恩和普洛埃梅勒的议员则收到了去和其他议员互相交换并一起研究陈情书的指令，以便确保法兰西在总体上国泰民安。坎佩尔的代表团甚至还收到了邀请布列塔尼其他议员加入他们的正式指令。

## 俱乐部的扩大
布列塔尼代表是首先提出三个阶级应该在国民议会的名下一起开会的，并坚称只有第三阶级代表可以代表国家。在议员们的努力下，国民议会在六月十七日建立。
在网球场之誓前夕，俱乐部的人数达到了200人。网球场之誓后，布列塔尼的教士们也加入了这个俱乐部。
朗瑞奈和勒沙普利耶在一些其他选区的共济会朋友的介绍下也加入了俱乐部。而安托万·巴纳夫、亨利·格雷瓜尔、埃马纽埃尔-约瑟夫·西哀士、奥诺雷·米拉波、热罗姆·佩蒂翁·德·维尔纳夫、让·西尔万·巴伊、艾吉永公爵阿爾芒、阿德里安·迪波尔和阿图瓦省议员马克西米连·罗伯斯庇尔也会参加俱乐部在阿莫里咖啡馆中的聚会。
一些甚至都不是代表的人也开始加入布列塔尼俱乐部。孔多塞侯爵还证实了布列塔尼省内也涌现出相似的组织：
“勒沙普利耶一创立（布列塔尼俱乐部），布列塔尼所有的市镇就纷纷建起了类似的组织，并派代表去巴黎申请并入布列塔尼俱乐部。

## 俱乐部的活动

### 内部功能
但宫廷不会不去关心这个拒绝接受他们贿赂的俱乐部中所发生的事，便派了许多间谍去监视俱乐部的一举一动。因此，俱乐部留下没有任何会议记录。
俱乐部接下来的几任主席是勒沙普利耶、朗瑞奈、格莱岑和艾吉永公爵。俱乐部不仅对内克尔被解雇一事感到十分高兴，还为了嘲讽德·布雷泽而印发了写着“庆典总管一职待售，请联系德·布雷泽小姐“的海报。

### 外部影响
俱乐部的成员通过“通讯官”（bureaux de correspondance）与他们的选民保持着联系，而这些通讯官在会布列塔尼各地的市镇公布巴黎发生的政治事件，并将会议记录的摘要做成公报发表。而俱乐部则收到布列塔尼省颁布的命令，比如向那些支持赋予国王否决权的议员发去的威胁信。布列塔尼省内还时不时向首都派遣代表，比如在1789年7月7日派遣了一些发誓爱国的南特居民们。

## 传记
- Alphonse Aulard, La Société des Jacobins : recueil de documents pour l'histoire du club des Jacobins,
- Jean Sylvain Bailly, Mémoires d’un témoin de la Révolution. Genève, Megariotis, 1821 ; Slatkine reprints, 1975.
- Stéphane Baudens, Ahmed Slimani, « La Bretagne : un autre laboratoire juridique et politique de la révolution française (1788-1789)  （页面存档备份，存于） », Revue Française d'Histoire des idées politiques, 2009 (no 29), p. 95-147.
- C.-F. Beaulieu, Essais historiques sur les causes et effets de la Révolution française, Paris, Maradan, 1801-1803.
- A. Bouchard, Le Club breton. Origine, composition, organisation, rôle à la Constituante, Paris, Jouve & Cie, 1920.
- C.-F. Beaulieu, Essais historiques sur les causes et effets de la Révolution française, Paris, Maradan, 1801-1803.
- René Kerviler, Recherches et notices sur les députés de la Bretagne aux États généraux, Nantes, 1885.
- Charles Kuhlman, « L’Influence de la députation bretonne et du club breton durant la Révolution (avril) », Studies of the University of Nebraska, octobre, 1902.
- Barthélemy-Ambroise-Marie Pocquet du Haut-Jussé, Les Origines de la Révolution en Bretagne, Paris, E. Perrin, 1885.